# Nico Krisch
Nico Krisch (7 d'abril de 1972) és un acadèmic del dret especialitzat en dret internacional, teoria constitucional i en governança mundial. És actualment professor de l'Institut Universitari d'Alts Estudis Internacionals de Ginebra. Anteriorment, havia estat fent recerca a l'ICREA, a l'IBEI i membre honorari a la Hertie School of Governance de Berlín. També ha estat professor de dret internacional a la Hertie School, ha fet conferències en el Departament de Dret de la London School of Economics i ha fet recerca al Merton College (Oxford), a la New York University School of Law i al Max Planck Institute for International Law, a Heildelberg. A més, ha estat professor visitant a la prestigiosa Harvard Law School.
Krisch té un doctorat en dret de la Universitat de Heidelberg i un diploma en dret europeu de l'Acadèmia de Dret Europeu de l'Institut Universitari Europeu a Florència, Itàlia. És autor de Selbstverteidigung und kollektive Sicherheit (Auto-defensa i Seguretat Col·lectiva, 2001) i d'articles sobre les Nacions Unides, l'hegemonia del dret internacional, i de la governança mundial des de l'òptica legal. Ha estat cofundador del projecte Global Administrative Law a l'Escola de Dret de la NYU. El seu llibre més recent, de 2010, Beyond Constitutionalism: The Pluralist Structure of Postnational Law (Més enllà del constitucionalisme: l'estructura pluralista de la llei postnacional) va ser premiat amb el Certificate of Merit of the American Society of International Law. Krisch és, a més, membre del Council of the International Society for Public Law Arxivat 2015-07-12 a Wayback Machine..
L'any 2018, Krisch es va unir al grup d'advocats que coordinarien l'estratègia internacional dels presos i exiliats pel procés independentista català. Va ser ell qui va elaborar la demanda de Jordi Sànchez davant del Comitè de Drets Humans de l'ONU.